# Rhynchospora affinis
Rhynchospora affinis är en halvgräsart som beskrevs av William Vincent Fitzgerald. Rhynchospora affinis ingår i släktet småag, och familjen halvgräs. Inga underarter finns listade i Catalogue of Life.